# Alor Setar
Alor Setar - hay còn gọi là Alor Star trong giai đoạn 2004-2008 - là thủ phủ bang Kedah của Malaysia, đồng thời là trung tâm hành chính huyện Kota Setar. Thành phố là nơi sinh ra của Ng Kuan Jie, là một trung tâm phân phối cho sản xuất và sản phẩm nông nghiệp (như gạo) và là nơi đóng đô của hoàng gia của bang Kedah kể từ khi thành lập thành phố này. Thành phố có dân số đô thị khoảng hơn 300.000 người. Đây là một trong những thành phố lâu đời nhất của khu vực.
Alor Setar nằm 93 km về phía bắc Butterworth (Penang) và cách biên giới với Thái Lan 45 km về phía nam. Thành phố là một trung tâm giao thông ở khu vực phía bắc bán đảo Mã Lai.
Hai Thủ tướng là Tunku Abdul Rahman (thủ tướng đầu tiên của Malaysia) và Mahathir Mohamad (thủ tướng thứ tư của Malaysia) đều sinh ra ở Alor Setar. Nơi đây được thăng lên thành phố vào ngày 21 tháng 12 năm 2003.

## Khí hậu
| Climate data for Alor Setar (1971-2000) | Climate data for Alor Setar (1971-2000) | Climate data for Alor Setar (1971-2000) | Climate data for Alor Setar (1971-2000) | Climate data for Alor Setar (1971-2000) | Climate data for Alor Setar (1971-2000) | Climate data for Alor Setar (1971-2000) | Climate data for Alor Setar (1971-2000) | Climate data for Alor Setar (1971-2000) | Climate data for Alor Setar (1971-2000) | Climate data for Alor Setar (1971-2000) | Climate data for Alor Setar (1971-2000) | Climate data for Alor Setar (1971-2000) | Climate data for Alor Setar (1971-2000) |
| Tháng                                   | 1                                       | 2                                       | 3                                       | 4                                       | 5                                       | 6                                       | 7                                       | 8                                       | 9                                       | 10                                      | 11                                      | 12                                      | Năm                                     |
| --------------------------------------- | --------------------------------------- | --------------------------------------- | --------------------------------------- | --------------------------------------- | --------------------------------------- | --------------------------------------- | --------------------------------------- | --------------------------------------- | --------------------------------------- | --------------------------------------- | --------------------------------------- | --------------------------------------- | --------------------------------------- |
| Trung bình ngày tối đa °C (°F)          | 32.9 (91.2)                             | 34.3 (93.7)                             | 34.5 (94.1)                             | 33.7 (92.7)                             | 32.5 (90.5)                             | 31.9 (89.4)                             | 31.6 (88.9)                             | 31.6 (88.9)                             | 31.3 (88.3)                             | 31.4 (88.5)                             | 31.4 (88.5)                             | 31.4 (88.5)                             | 32.4 (90.3)                             |
| Trung bình ngày °C (°F)                 | 27.5 (81.5)                             | 28.4 (83.1)                             | 28.8 (83.8)                             | 28.9 (84.0)                             | 28.5 (83.3)                             | 28.0 (82.4)                             | 27.6 (81.7)                             | 27.6 (81.7)                             | 27.4 (81.3)                             | 27.5 (81.5)                             | 27.4 (81.3)                             | 27.1 (80.8)                             | 27.9 (82.2)                             |
| Tối thiểu trung bình ngày °C (°F)       | 22.0 (71.6)                             | 22.5 (72.5)                             | 23.1 (73.6)                             | 24.0 (75.2)                             | 24.4 (75.9)                             | 24.1 (75.4)                             | 23.6 (74.5)                             | 23.6 (74.5)                             | 23.5 (74.3)                             | 23.6 (74.5)                             | 23.4 (74.1)                             | 22.8 (73.0)                             | 23.4 (74.1)                             |
| Lượng mưa trung bình mm (inches)        | 19.1 (0.75)                             | 61.1 (2.41)                             | 112.9 (4.44)                            | 192.5 (7.58)                            | 225.6 (8.88)                            | 137.4 (5.41)                            | 183.6 (7.23)                            | 203.4 (8.01)                            | 282.0 (11.10)                           | 283.3 (11.15)                           | 205.9 (8.11)                            | 83.7 (3.30)                             | 1.990,5 (78.37)                         |
| Số ngày mưa trung bình                  | 2                                       | 4                                       | 8                                       | 12                                      | 14                                      | 11                                      | 13                                      | 14                                      | 17                                      | 18                                      | 15                                      | 7                                       | 135                                     |
| Nguồn: WMO                              |                                         |                                         |                                         |                                         |                                         |                                         |                                         |                                         |                                         |                                         |                                         |                                         |                                         |